# Mina Schück

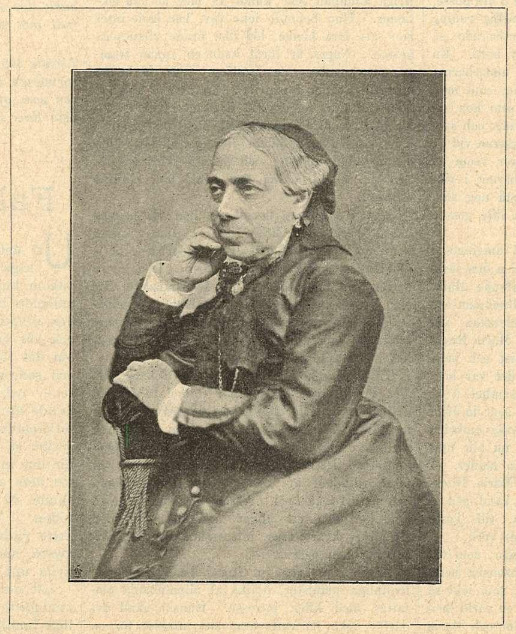
Mina Schück (1896)

Mina Schück (auch Wilhelmina Schück und  Wilhelmina Josephson, * 2. Juli 1816 in Stockholm; † 16. November 1906 ebenda) war eine schwedische Pianistin. Sie gehörte in den 1840er Jahren zu den bekanntesten Pianisten Schwedens.

## Leben und Werk
Mina Schück war die Tochter des jüdischen Kaufmanns Salomon Josephson und seiner Frau Beata Levin. Sie war die Schwester des Komponisten Jacob Axel Josephson (1818–1880), des Musikverlegers Edvard Josephson, des Fabrikanten Wilhelm Josephson und des Theaterregisseurs Ludwig Josephson. Sie wuchs in einem musikalischen Elternhaus auf, in dem regelmäßig Konzerte gegeben wurden und in dem sie schon früh für Gäste spielen durfte. Unter den Gästen waren beispielsweise die spätere Malerin Maria Ruckman und die spätere Opernsängerin Jenny Lind. Im Alter von 12 Jahren gab sie ihr öffentliches Debüt als Konzertpianistin in Stockholm. Ab ihrem 14. Lebensjahr arbeitete Mina Schück als Klavierlehrerin und nahm auch Schüler auf, die älter waren als sie. Nach dem Tod des Vaters im Jahr 1834 geriet die kinderreiche Familie in finanzielle Schwierigkeiten. Mina Schück trug zum Lebensunterhalt bei, indem sie öffentliche Konzerte gab und weitere Klavierschüler aufnahm. Bei Jenny Linds Auftritt in Uppsala im Jahr 1842 spielte Mina Schück Ludwig van Beethovens Appassionata. Zu dieser Zeit war Mina Schück eine der am meisten engagierten Pianistinnen in Stockholm. Sie war diejenige, die die Werke Frédéric Chopins und Robert Schumanns dem Stockholmer Publikum vermittelte. Als der deutsche Pianist Charles Mayer 1845 Stockholm besuchte, gab er Mina Schück nur zwei Unterrichtsstunden und argumentierte, dass er ihr darüber hinaus nichts mehr beibringen könne.
Mina Schück heiratete 1844 den schwedischen Schriftsteller und Schulleiter Martin Schück (1819–1872). Sie trat im Gefolge dieser Hochzeit immer seltener öffentlich auf und widmete sich vorwiegend dem Familienleben. 1872, nach dem Tod ihres Mannes, leitete sie zunächst dessen 1864 gegründete Elementarschule für Mädchen, bevor sie schließlich die Leitung an Hanna Östberg übergab. Diese Schule diente vor allem dem Zweck, Mädchen ein weiterführendes Studium zu ermöglichen. Mina Schück versuchte, das Schulprojekt ihres verstorbenen Mannes auch nach ihrem Austritt als Schulleiterin aufrechtzuerhalten und investierte einen nicht unerheblichen Anteil ihres Vermögens in dieses Projekt. Trotzdem musste die Schule 1878 aus finanziellen Gründen geschlossen werden.
Mina Schück starb am 16. November 1906 im Alter von 90 Jahren in Stockholm.